# ولادیمیر دورکوویچ
ولادیمیر دورکوویچ (انگلیسی: Vladimir Durković؛ ۶ نوامبر ۱۹۳۷ – ۲۲ ژوئن ۱۹۷۲) بازیکن فوتبال صرب‌تبار اهل یوگسلاوی بود.
از باشگاه‌هایی که در آن بازی کرده‌است می‌توان به باشگاه فوتبال سن-اتین، باشگاه فوتبال ستاره سرخ بلگراد، باشگاه فوتبال سیون، و باشگاه فوتبال بروسیا مونشن‌گلادباخ اشاره کرد.
وی همچنین در تیم ملی فوتبال یوگسلاوی بازی کرده‌است.
وی در مسابقات کشوری و بین‌المللی در مجموع برندهٔ ۱ مدال طلا، ۱ مدال نقره شده‌است.